# Palais des Blachernes
Le palais des Blachernes (en grec : τὸ ἐν Βλαχέρναις Παλάτιον) est une ancienne résidence impériale byzantine dans le quartier des Blachernes, située dans la partie nord-ouest de Constantinople (aujourd'hui située dans le quartier d'Ayvansaray (en) à Fatih, Istanbul, Turquie). La zone du palais est maintenant en grande partie surconstruite et seules des sources littéraires sont disponibles quant à sa description.

## Histoire
Le palais des Blachernes a été construit sur les pentes nord de la sixième colline de la ville vers l'an 500. La colline elle-même a été partiellement remodelée, en particulier plus tard, et un certain nombre de terrasses ont été créées pour soutenir les différents bâtiments composant le complexe du palais. Bien que la principale résidence impériale au cours des IVe au XIe siècle ait été le Grand Palais à l'extrémité est de la ville, le palais des Blachernes a parfois été utilisé et est attesté dans les protocoles de cérémonie contenus dans le De ceremoniis du Xe siècle, ou Explication de l'Ordre du Palais, chapitres I.27, I.34, II.9, II.12) de l'empereur Constantin VII Porphyrogénète (règne de 913 à 959). À cette époque, elle comprenait plusieurs structures : la salle (triklinos) d'Anastase ou Anastasiakos (Τρίκλινος Ἀναστασιακός), du nom de l'empereur Anastase Ier (règne de 491 à 518) qui la construisit, la salle de l'Océan ou Okeanos (Τρίκλινος, Ὠκεανός), le portique de Joseph ou Iosephiakos (Πόρτικας Ἰωσηφιακός), et la salle du Danube ou Danoubios (Τρίκλινος Δανουβιός). Ce dernier communiquait avec le sanctuaire voisin de l'église orthodoxe grecque de Sainte-Marie des Blachernes par une série d'escaliers,.
C'est ici qu'à la fin du XIe siècle, l'empereur Alexis Ier Comnène (règne de 1081 à 1118) a déménagé sa résidence principale, et lui et son petit-fils Manuel Ier Comnène (règne de 1143 à 1180) y ont entrepris de grands travaux, fortifiant l'enceinte. et la construction de nouvelles salles. Manuel Ier, en particulier, est crédité de la construction d'un mur extérieur élaboré, et de plusieurs nouvelles salles splendides, telles que la salle d'Irène (du nom de l'impératrice Irène de Hongrie) et le Polytimos Oikos (« Maison précieuse »). À cette époque, le complexe du palais est devenu connu sous le nom de « Nouveau Palais ». Parmi les structures de l'époque, seule la prison dite d'Anemas, qui faisait partie de la sous-structure du palais, survit encore. Après la quatrième croisade, les empereurs latins ont favorisé le palais de Boucoléon, mais lors de la reprise de la ville en 1261, les empereurs paléologues ont restauré le complexe des Blachernes comme résidence principale,. Le palais du Porphyrogénète, datant probablement de la fin du XIIIe siècle, bien qu'un peu plus au sud que le complexe palatial principal des Blachernes, lui est généralement lié. C'est le seul exemple relativement intact d'architecture de palais byzantin à Constantinople.